# Daihatsu Trevis
La Daihatsu Trevis è un'automobile keicar con design rétro prodotta dalla casa automobilistica giapponese Daihatsu dal 1999 al 2010.
In Giappone, a differenza dell'Europa, l'automobile è denominata Daihatsu Mira Gino.
Basata sulla piattaforma della più tradizionale Daihatsu Cuore, l'automobile era identica alla quinta generazione di Cuore prodotta tra il 1998 e 2002.

## Prima generazione (1999-2004)
La prima generazione Mira Gino è stata introdotta in Giappone il 1º marzo 1999 ed era disponibile nelle versioni a tre o cinque porte. Si tratta di una keicar basata sulla piattaforma della Daihatsu Cuore serie L700, dalla quale ne eredita lo stesso codice di telaio ed era originariamente disponibile solo con il motore EF-VE 658 cm³ a benzina tre cilindri 12 valvole aspirato erogante 58 cavalli o con il motore EF-VET 658 cm³ tre cilindri turbo con intercooler da 64 cavalli. Come per la Mira anche la Gino era disponibile sia con la trazione anteriore che con quella integrale. 
Ne venne sviluppata anche una versione top di gamma denominata Gino 1000 equipaggiata con il motore a benzina EJ-VE aspirato da 989 cm³ a tre cilindri che era montato sulla Daihatsu Cuore esportata ma potenziato a 64 cavalli. La Gino 1000 aveva paraurti anteriori più grandi dovute alle modifiche per installare il più grande motore 1.0, di conseguenza la vettura era lunga 3,415 metri. Anche il codice di telaio era lo stesso del modello esportato (L701 la versione a trazione anteriore e L711 la versione integrale). Il cambio era automatico a quattro rapporti e la carrozzeria solo 5 porte. Tale versione venne presentata in Giappone nell'agosto 2002 e non rientrava più nella categoria delle "keicar" a causa del suo motore e delle dimensioni più grandi e venne studiata per essere esportata; tuttavia la casa decise di non vendere la vettura sul mercato europeo a causa delle basse vendite del modello Cuore e decise di commercializzare la Gino 1000 solo sul mercato interno dove però non trovo grossi consensi proprio perché non omologabile come keicar e di conseguenza non godeva di una tassazione favorevole.
Una caratteristica della Mira Gino è il design della carrozzeria che pur conservando i lamierati laterali della Cuore/Mira possiede il frontale e la cosa ispirati sia alla Daihatsu Compagno che alla Mini classica.

## Seconda generazione (2004–2010)

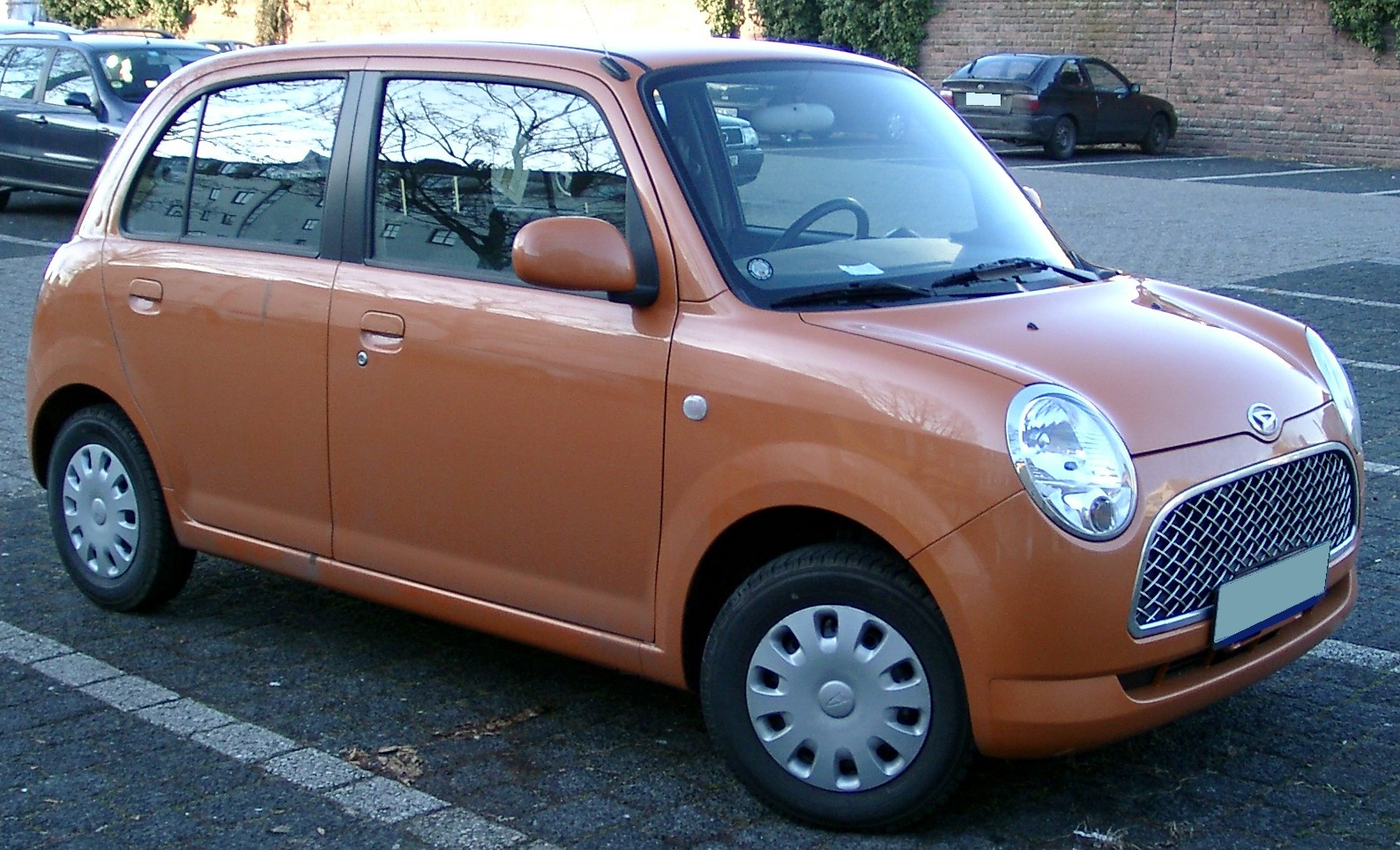
Trevis seconda serie

La seconda generazione è stata introdotta nel novembre del 2004 in Giappone e, a differenza della prima, è stata esportata anche in Europa dal settembre del 2006.
Questa seconda generazione è disponibile solo in versione a cinque porte e quattro posti: sul mercato giapponese mantenne la denominazione Mira Gino e venne proposta in un'unica motorizzazione 659 EF-VE benzina tre cilindri abbinata al cambio automatico a 4 rapporti e alla trazione anteriore (telaio L650) o integrale (telaio L660). 
Il modello europeo invece adottava il motore benzina 1.0 EJ-VE tre cilindri da 58 cavalli abbinato alla trazione anteriore. In Italia venne venduta con la sola vernice metallizzata come optional ed era disponibile in cinque colori (tutti metallizzati): verde, rosso, arancione, argento e grigio charcoal. Inoltre è disponibile con cambio manuale a 5 rapporti e anche con cambio automatico a 4 rapporti allo stesso prezzo di quello manuale.
La carrozzeria ha una certa somiglianza con la Mini prodotta dalla BMW.

### Motorizzazioni
| Modello    | Cilindri   | Alimentazione               | Distribuzione | Valvole | Cilindrata | Alesaggio e corsa | Rapporto di compressione |
| ---------- | ---------- | --------------------------- | ------------- | ------- | ---------- | ----------------- | ------------------------ |
| Trevis 1.0 | 3 cilindri | iniezione elettronica (EFI) | DOHC          | 12      | 989 cm³    | 72,0 x 81,0 mm    | 10,0: 1                  |

### Prestazioni dichiarate
| Modello                        | Potenza massima             | Coppia motrice massima | Velocità | Accelerazione 0–100 km/h | Accelerazione 0–400 m |
| ------------------------------ | --------------------------- | ---------------------- | -------- | ------------------------ | --------------------- |
| Trevis 1.0                     | 58 CV (43 kw) a 6.000 g/min | 91 Nm a 4.000 g/min    | 160 Km/h | 12,2 secondi             | 18,2 secondi          |
| Trevis 1.0 (cambio automatico) | 58 CV (43 kW) a 6.000 g/min | 91 N·m a 4.000 g/min   | 150 km/h | 15 secondi               | 18,9 secondi          |